# Sjezd na divoké vodě

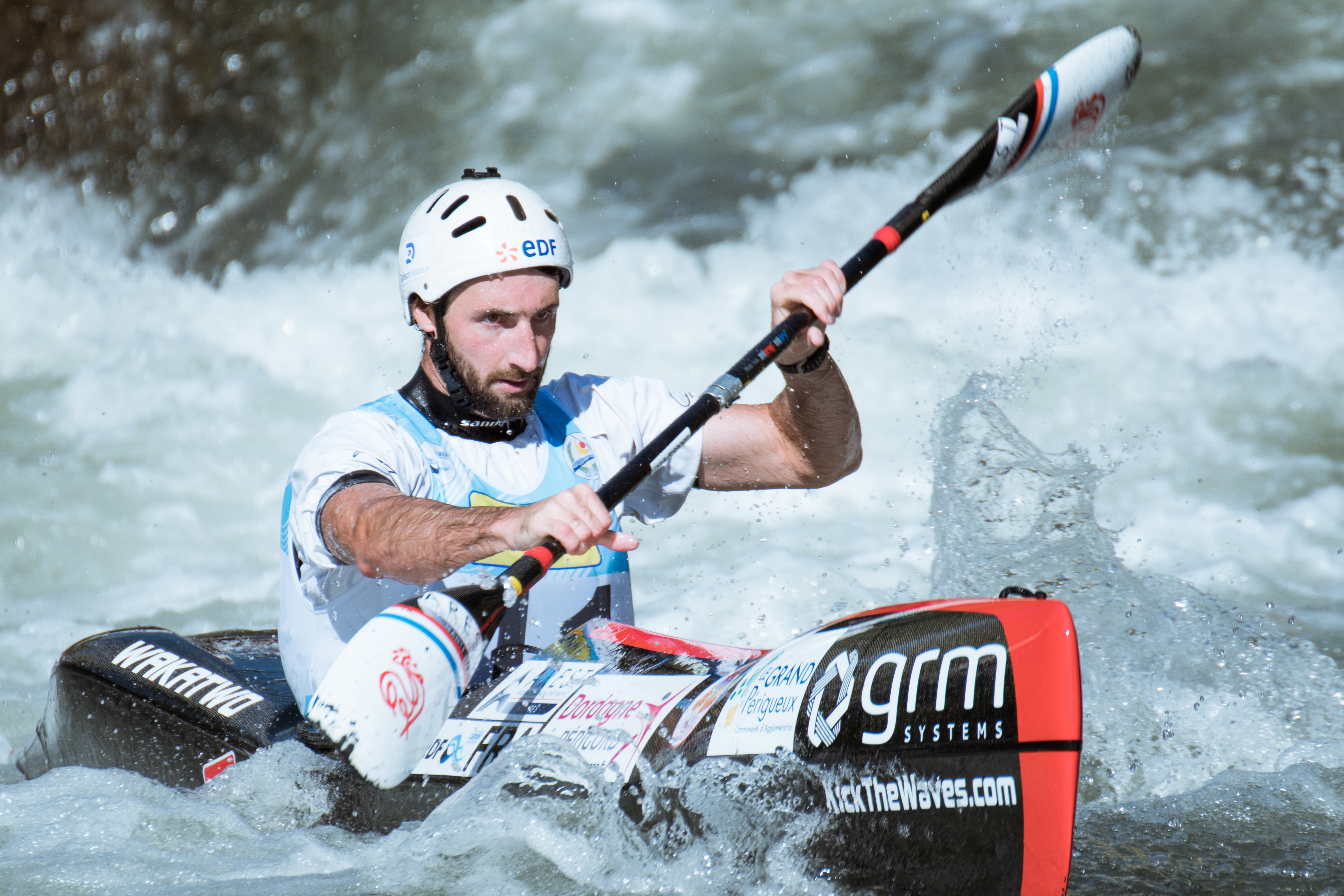
Francouzský sjezdař na divoké vodě Félix Bouvet (K1)

Sjezd na divoké vodě je neolympijská závodní disciplína. Od slalomu se liší používanými loděmi i pádly, způsobem závodění a tratěmi, v neposlední řadě pak i stylem jízdy.
- Lodě na rozdíl od slalomových, resp. turistických nemají ploché dno, jejich příčný profil se podobá spíše písmenu V. Čím je profil dole ostřejší, tím bývá loď rychlejší, ale zároveň nestabilnější. Oproti slalomovým jsou lodě ve všech kategoriích (kajak, C-1 i C-2) delší, délka i šířka jsou přesně stanoveny pravidly. Sjezdové lodi mohou mít i malé, pevně uchycené kormidlo k udržování přímého směru. Sjezdové kajakové pádlo kopíruje tvarem listu pádla z rychlostní kanoistiky, naproti tomu sjezdové kanoistické pádlo je zcela odlišné od ostatních vodáckých disciplín - jejich list má nejčastěji tvar písmene A a vždy je výrazně menší. Z toho vyplývá i vysoce frekvenční styl pádlování. Na rozdíl od všech ostatních kanoistických disciplín sjezdaři-kanoisté vždy střídají stranu pádlování, deblíři pravidelně, singlíři mají většinou preferovanou stranu a pádlování v opačném úchopu pak obnáší cca 1/3 záběrů.
- Závodí se v tzv. dlouhém sjezdu a ve sprintu. Smyslem je urazit úsek mezi startem a cílem za co nejkratší dobu, závodí se bez branek, na trati jsou pouze přírodní překážky v proudu. Dlouhý sjezd bývá vymezen na říčním úseku, který běžný sjezdař za normálních podmínek zdolá cca za 20 minut (okolo 5 kilometrů). Sprint je výrazně mladší disciplína, která se jezdí obvykle na slalomových kanálech (tj. nejčastěji na tratích okolo 500 m). Dnes se už mezi závodníky objevuje i specializace na jednu či druhou variantu sjezdu.
- Způsob zatáčení je diametrálně odlišný od slalomu, resp. vodáctví na turistických lodích. Zatímco na těchto musí vodák při zamýšlené změně směru provést náklon lodi tam, kam chce zatočit, sjezdová loď zatáčí v rychlosti na opačnou stranu, než se nakloní loď. Tj. chci-li zatáčet doleva, tlačím pravým bokem do pravého bortu a naopak. Poloměr takového otáčení je velký. Pokud naopak chce kanoista či kajakář zatočit opravdu rychle (chytit se do vracáku-protiproudu za překážkou v řečišti, či naopak vyjet z vracáku či od břehu do proudu), tehdy dá náklon a zabere směrem shodným se stranou zamýšleného zatáčení, stejně jako na „běžné“ lodi.

Podobně jako u slalomu i ve sjezdu na divoké lodi patří česká reprezentace ke světové špičce, vedle Čechů úspěchy dlouhodobě sklízí i Francouzi. Ještě dominantnější je Česká republika v produkci sjezdových lodí (firmy Zástěra, RK company, KTW, MS composite), jediná firma vyrábějící nekompozitovou plastovou (polyethylenovou) sjezdovou loď je nicméně z Itálie (model Fastwave od firmy Exo).